# Tần Hải Lộ
Tần Hải Lộ (tiếng Trung: 秦海璐, sinh ngày (11 tháng 8 năn 1978) là một nữ diễn viên kiêm nhà biên kịch người Trung Quốc. Cô ghi dấu ấn với vô vàn nhân vật lớn nhỏ ở cả 3 lĩnh vực điện ảnh, truyền hình và kịch nói , người thành phố Đại Liên, tỉnh Liêu Ninh, Trung Quốc, sinh ra ở Dinh Khẩu, Liêu Ninh, quê ở tỉnh Sơn Đông Trung Quốc  (thành phố Long Khẩu). Đặc biệt Tần Hải Lộ đã giành 3 giải thưởng Kim Mã ở 3 hạng mục Nữ diễn viên mới xuất sắc nhất, Nữ diễn viên chính xuất sắc nhất, Giải thưởng kịch bản gốc xuất sắc nhất.

## Những trải nghiệm ban đầu
Tần Hải Lộ từ nhỏ đã thích nhảy múa, khi còn nhỏ, cô và chị gái Tần Nam học cùng trường mẫu giáo, chị gái cô là lớp trên và cô là lớp dưới. Lớp trên nhảy phía trước, cô thấy chị gái mình nhảy rất đẹp cũng nhảy theo. Hải Lộ sinh ra trong một gia đình văn nghệ, cha cô lúc đó là quản lý một rạp chiếu phim ở Dinh Khẩu, còn mẹ cô là thành viên của một đoàn nghệ thuật. Vì ở nhà có bầu không khí như vậy nên cha mẹ cô đương nhiên khuyến khích con gái phát triển nghệ thuật, khi học tiểu học, lần đầu tiên cô học múa tại Cung Thanh niên thành phố Dinh Khẩu, sau khi học đến lớp năm, cô được nhận vào Đoàn kịch Bắc Kinh Thanh thiếu niên thành phố Dinh Khẩu.

## Hoạt động nghệ thuật
Vào năm 1990, Tần Hải Lộ bắt đầu học tại trường Hí kịch thành phố Dinh Khẩu, chuyên vị trí Đao mã đán. Năm 1995, tỉnh Liêu Ninh tổ chức đoàn giao lưu thân thiện thanh thiếu niên đến Nhật Bản biểu diễn, Hải Lộ, 17 tuổi, mang theo vở Kinh kịch "Thiên Nữ Tán Hoa" của mình, thăm 26 thành phố tại Nhật Bản, trình diễn liên tục hơn 40 buổi và sử dụng tấm lụa dài 14 mét. Năm 1996, vào học tại Học viện hí kịch trung ương, khoa Biểu diễn.
Năm 2000, sau khi tốt nghiệp, cô được nhận vào Nhà hát thử nghiệm trung ương. Năm 2000, cô tốt nghiệp khoa Biểu diễn của Học viện Hí kịch Trung ương. Năm đó cô cùng Chương Tử Di, Mai Đình, Hồ Tịnh, Tăng Lê, Phó Tinh, Viên Tuyền được mệnh danh là "7 đóa Kim Hoa", cùng Chương Tử Di, Mai Đình, Hồ Tịnh, Tăng Lê, Viên Tuyền, Trương Đồng, Lý Mẫn được mệnh danh là "Bát đại kim thoa". Cùng năm, cô đóng vai chính trong phim "Sầu riêng bồng bềnh" đã được đề cử giải Nữ diễn viên chính xuất sắc nhất tại Liên hoan phim Venice lần thứ 57, nhận giải Nữ diễn viên mới xuất sắc nhất và Nữ diễn viên chính xuất sắc nhất tại Giải Kim Mã lần thứ 38, giải thưởng của Hiệp hội phê bình phim Hồng Kông, giải Nữ diễn viên mới xuất sắc nhất tại Giải Kim Tượng lần thứ 20.
Năm 2002, với bộ phim "Lông gà bay lên trời" cô nhận được Nữ diễn viên xuất sắc nhất tại Liên hoan phim Locarno, Thụy Sĩ.
Năm 2003, Tần Hải Lộ trở thành nữ diễn viên đầu tiên từ Trung Quốc đại lục được Mai Diễm Phương mời gia nhập Hiệp hội Nghệ sĩ Hồng Kông.
Năm 2004, bộ phim "Đông Chí" do cô đóng chính lại được đề cử cho Liên hoan phim quốc tế Tokyo và Liên hoan phim quốc tế Busan, Hàn Quốc.
Năm 2005, Tần Hải Lộ mở rộng phạm vi công việc sang lĩnh vực âm nhạc, ký hợp đồng với công ty thu âm Sony BMG. Cô phát hành album nhạc đầu tay mang tên "Hạnh phúc trở về".
Năm 2007, cô lại được đề cử giải Nữ diễn viên xuất sắc nhất của Hội phê bình phim Hồng Kông với bộ phim "Phụ tử". Cùng năm đó, Tần Hải Lộ ký hợp đồng với công ty thu âm Warner Music, phát hành album nhạc thứ hai mang tên "Đường một chiều" và phim ngắn cùng tên. Tần Hải Lộ trở lại sân khấu kịch sau nhiều năm, cũng đã lập kỷ lục doanh thu phòng vé kịch trong nước với vở kịch "Hoa hồng đỏ và hoa hồng trắng" do cô đóng chính. Cô cũng được trao giải Diễn xuất xuất sắc tại Liên hoan biểu diễn của các đoàn nghệ thuật do Bộ Văn hóa tổ chức.
Năm 2010, Tần Hải Lộ lên kế hoạch cho bộ phim "36 kế tình yêu" và tham gia diễn xuất, màn trình diễn của cô trong phim đã kết nối toàn bộ câu chuyện. Cùng năm đó, Tần Hải Lộ đóng vai "Đại Chí Bố" - một nhân vật kinh điển trong vở kịch "Bốn thế hệ dưới một  nhà", vở kịch này đã mở ra tiền lệ diễn tập và trình diễn ở Trung Quốc và công diễn lần đầu tiên ở Đài Loan.
Năm 2011, Tần Hải Lộ hợp tác với Lưu Đức Hoa và Diệp Đức Nhàn trong bộ phim "Đào tỷ", bộ phim này đã được đề cử tại Liên hoan phim Venice và đại diện cho Hồng Kông tham gia tranh giải Phim ngoại ngữ hay nhất tại Oscar. Cùng năm đó, bộ phim "Dương cầm thép" do cô sản xuất và đóng chính đã được giới chuyên môn đánh giá cao. Tần Hải Lộ cũng đã được đề cử cho nhiều Liên hoan phim và giành được giải Nghệ sĩ xuất sắc tại Liên hoan phim Trung Quốc New York và giải Truyền thông tại Liên hoan phim Thượng Hải. "Đào tỷ", "Dương cầm thép" cùng với một bộ phim khác do cô tham gia biên kịch và đóng chính là "Sáu trăm dặm đến Phụ Dương" đã được đề cử cho Giải Kim Mã của Đài Loan cùng năm đó. Cô cũng đã giành được giải Kịch bản gốc xuất sắc nhất tại Giải Kim Mã lần thứ 48 với bộ phim "Sáu trăm dặm đến Phụ Dương".
Năm 2013, Tần Hải Lộ hợp tác với Lục Nghị trong bộ phim "Nếu cuộc đời lừa dối bạn", lấy bối cảnh những năm 1980, thông qua việc thể hiện ba mô hình hôn nhân Trung Quốc khác nhau, khám phá những nỗi khổ và niềm vui đằng sau "thế giới nội tâm" hiện đại. Cùng năm đó, bộ phim "Nhóm thanh niên" do cô đóng chính đã được đề cử tại Liên hoan phim quốc tế Thượng Hải. Năm đó, Tần Hải Lộ còn tham gia nhiều tác phẩm của các đạo diễn, bao gồm "Thái Bình Luân" của Ngô Vũ Sâm, "Kẻ đột nhập" của Vương Tiểu Soái, "Tam thành ký" của Mabel Cheung và La Khải Nhuệ. Vào tháng 4 năm 2013, Tần Hải Lộ và đạo diễn Điền Thấm Hâm đã hợp tác lần thứ hai, đưa tiểu thuyết "Thanh xà" của Lý Bích Hoa lên sân khấu kịch. Vở kịch này được Ủy ban nghệ thuật Hồng Kông ủy thác. Đây cũng là sự hợp tác lần thứ ba của hai người sau "Hoa hồng đỏ và hoa hồng trắng" và "Bốn thế hệ dưới một nhà".
Năm 2014, vở kịch "Thanh xà" đã tham gia "Liên hoan Nghệ thuật Sân khấu Quốc tế 2014" với tư cách là tác phẩm đại diện của Trung Quốc, và đã biểu diễn 4 buổi tại Liên hoan nghệ thuật Kennedy ở Washington D.C. Vào cuối năm, bộ phim "Cao lương đỏ" của đạo diễn Trịnh Hiểu Long chuyển thể từ tác phẩm kinh điển của Mạc Ngôn đã được phát sóng. Cảnh "gia đấu" giữa Tần Hải Lộ và Châu Tấn trong phim đã gây ra nhiều cuộc thảo luận sôi nổi.
Năm 2015, bộ phim "Mẹ tiến lên" do cô đóng chính đã được phát sóng vào ngày 1 tháng 1. Tần Hải Lộ đã giành được giải Nữ diễn viên phụ xuất sắc nhất tại LHP truyền hình Thượng Hải Giải Bạch Ngọc Lan lần thứ 21 với vai diễn trong phim "Cao lương đỏ". Vào ngày 5 tháng 7, bộ phim "Mẹ tiến lên" do cô hợp tác với Quách Hiểu Đông và Hồ Binh thủ vai chính đã được phát sóng trên đài truyền hình Sơn Đông. Trong phim, cô thủ vai Vương Tĩnh, một người phụ nữ thành đạt trong sự nghiệp và hạnh phúc trong gia đình. Vào tháng 12, cô đóng chính trong bộ phim tình cảm ẩm thực "Phụ nữ như hoa trong giấc mơ".
Năm 2016, chương trình thực tế "Công xưởng mơ ước - Mùa 1" do cô tham gia đã được phát sóng trên Tencent Video vào ngày 21 tháng 2. Cô tham gia bộ phim kinh dị "Trốn tìm" được làm lại từ bộ phim kinh dị cùng tên của Hàn Quốc. Vào ngày 13 tháng 5, bộ phim hài lãng mạn "Nữ hoàng mua sắm" do cô đóng chính đã được công chiếu. Cùng năm đó, cô tham gia cuộc thi "Khóa giới ca vương" của đài truyền hình Bắc Kinh và giành giải thưởng Trình diễn xuất sắc nhất. Cùng năm đó, cô tham gia bộ phim tình cảm đô thị "Phụ nữ không mạnh mẽ thì trời không dung", đóng vai nhân viên ngân hàng Từ Văn Quân.
Năm 2017, bộ phim truyền hình "Bạch Lộc Nguyên" đã được phát sóng vào ngày 17 tháng 4. Vào ngày 21 tháng 6, Tần Hải Lộ được mời tham dự Lễ trao giải Đầu tư Dự án Phim tại Lễ trao giải Dự án Phim của Liên hoan phim quốc tế Thượng Hải lần thứ 20. Với tư cách là đạo diễn, cô đã xuất hiện tại nhiều sự kiện của Liên hoan phim quốc tế Thượng Hải và đã giành được giải "Dự án được chú ý nhất" tại lễ trao giải. Cùng năm đó, Tần Hải Lộ được mời làm giám khảo Giải Kim Mã của Đài Loan lần thứ 54.
Năm 2018, chương trình khám phá di sản văn hóa của Đài truyền hình Trung ương "Bảo tàng Quốc gia" do cô tham gia đã được phát sóng vào ngày 4 tháng 2, cô đảm nhận vai người bảo vệ quốc bảo là cổng tháp Đại Báo Ân Tự bằng lưu ly. Ngày 15 tháng 2, Tần Hải Lộ cùng với Tôn Đào và Vương Hồng Khôn biểu diễn tiểu phẩm "Đề nghị" tại Gala Tết Nguyên Đán của Đài truyền hình Trung ương CCTV (Xuân vãn). Vào tháng 5, cô được bổ nhiệm làm thành viên ban giám khảo chính của hạng mục trao giải chính của Liên hoan phim quốc tế Thượng Hải lần thứ 21. Vào ngày 28 tháng 9, bộ phim tình cảm do cô đóng chính "Em Đã Đến Trễ Nhiều Năm" đã được phát sóng trên khung giờ vàng của đài Hồ Nam, trong phim cô thủ vai Triệu Lợi - một người phụ nữ trải qua nhiều thăng trầm trên con đường đời. Cùng năm đó, bộ phim lịch sử cách mạng "Thủ tướng nhân dân Chu Ân Lai" do cô đóng chính đã được khởi quay.
Ngày 26 tháng 8 năm 2019, bộ phim truyền hình niên đại "Quán rượu cũ" do cô đóng chính cùng với Trần Bảo Quốc đã được phát sóng. Ngày 24 tháng 9, cô tham gia bộ phim truyền hình "Tôi đối xử với cuộc sống như mối tình đầu" do Lý Thiếu Phi đạo diễn. Tháng 11, cô được bổ nhiệm làm thành viên ban giám khảo chính thức của giải thưởng chính thức ở Liên hoan phim Quốc tế Cairo lần thứ 41. Ngày 6 tháng 11, bộ phim "Sông núi" do cô đóng chính đã được phát sóng trên đài truyền hình Bắc Kinh.
Tháng 5 năm 2020, Tần Hải Lộ tham gia chương trình thực tế "Sáng tạo doanh 2020" của Tencent Video với tư cách "Nhà sáng lập đặc biệt". Tháng 6, cô tham gia chương trình thực tế "Khóa giới ca vương" của đài truyền hình Bắc Kinh với tư cách khách mời đặc biệt. Tháng 9, bộ phim truyền hình gia đình đô thị "Người yêu, bạn ở đâu" cùng với Vương Lệ và Trương Đổng, trong phim cô thủ vai nữ chính Hứa Tuyết Lệ. Cùng tháng, cô tham gia khởi quay bộ phim "Chiến Dịch Trấn Áp Tội Phạm" hợp tác với Chu Nhất Vi, Trương Trí Lâm và các diễn viên khác. Và Tần Hải Lộ đã giành được giải Nữ diễn viên xuất sắc nhất của Giải Phi Thiên lần thứ 32 với vai diễn trong phim "Quán rượu cũ". Ngày 24 tháng 10, cô tham gia chương trình văn nghệ "Anh hùng liệt sĩ - Kỷ niệm 70 năm ngày xuất quân ra nước ngoài chiến đấu chống Mỹ cứu nước của quân đội nhân dân Trung Quốc" trên Đài truyền hình Trung ương Trung Quốc. Tháng 11, bộ phim truyền hình tình cảm trinh thám "Cuộc gặp gỡ đầu tiên, chia ly cuối cùng" do cô đóng chính được phát sóng. Cùng tháng, cô đóng chính trong bộ phim truyền hình đô thị "Trang đài" cùng với Trương Gia Dịch và Diêm Ni, bộ phim được phát sóng trên CCTV-1 và Mango TV. Ngày 21 tháng 12, bộ phim "Vân Thủy" do cô làm giám chế kiêm diễn viên chính được công chiếu, trong phim cô thủ vai nữ chính Thẩm Mai. Ngày 31 tháng 12, cô tham gia sự kiện đặc biệt "Chào đón Thế vận hội mùa đông, hẹn gặp nhau ở Bắc Kinh - Lễ hội giao thừa toàn cầu BRTV trên băng tuyết" và tham gia Lễ hội đón Năm mới của Đài Truyền hình Trung ương.
Năm 2021, Tần Hải Lộ tiếp tục hoạt động tích cực trong cả lĩnh vực điện ảnh, truyền hình và giải trí, cô tham gia nhiều chương trình truyền hình nổi tiếng, đồng thời đóng vai chính trong nhiều bộ phim điện ảnh và truyền hình ăn khách. Ngày 11 tháng 2, tham gia chương trình "Liên hoan Gala Tết Nguyên Đán 2021 của Đài Truyền hình Trung ương" (Xuân vãn), cùng với Tôn , Vương Tấn, Hoàng Tử Thao biểu diễn tiểu phẩm "Dọn dẹp". Ngày 7 tháng 4, chương trình truyền hình "Chuyến du lịch lãng mạn của vợ chồng mùa thứ 5" mà cô tham gia được phát sóng. Ngày 30 tháng 4, bộ phim điện ảnh đề tài điệp chiến "Phía trên vách đá" do cô tham gia diễn xuất được công chiếu. Ngày 1 tháng 5, bộ phim điện ảnh "Trận không kích" do cô đóng chính khai máy. Ngày 28 tháng 5, bộ phim điện ảnh "Câu chuyện tình yêu của một cô gái hâm mộ" do cô đóng chính được công chiếu. Ngày 1 tháng 10, tham gia chương trình đặc biệt kỷ niệm Quốc khánh "Giấc mơ Trung Hoa, ca khúc Tổ quốc - Chương trình đặc biệt kỷ niệm Quốc khánh 2021" của Đài Truyền hình Trung ương Trung Trung Quốc, cùng với Trịnh Vân Long biểu diễn ca múa "Hành trình trăm năm". Tháng 11, với tư cách là "Người có duyên với Lạc Dương", tham gia ghi hình chương trình khám phá văn hóa toàn cảnh của iQIYI "Lạc Dương lên sân khấu!". Ngày 11 tháng 12, bộ phim truyền hình gia đình "Gia đình Tiểu Mẫn" được phát sóng trên đài Hồ Nam. Ngày 31 tháng 12, tham gia chương trình "Lễ hội giao thừa thế giới BRTV 2022 chào đón Thế vận hội Mùa đông".
Năm 2022, Tần Hải Lộ tiếp tục thành công trong sự nghiệp của mình, cô tham gia nhiều chương trình truyền hình nổi tiếng, đồng thời tham  trong nhiều bộ phim điện ảnh và truyền hình ăn khách. Trong số đó, bộ phim truyền hình "Tên của họ" do cô đóng chính đã được khán giả đón nhận nồng nhiệt, và bộ phim điện ảnh "Cuộc chiến chống tội phạm" cũng đã đạt được thành công về mặt doanh thu. Tháng 1, tham gia buổi tổng duyệt chương trình Gala Tết Nguyên Đán của Đài Truyền hình Trung ương Trung Quốc năm Nhâm Dần. Ngày 1 tháng 2, phát hành video ngắn quảng bá khẩu hiệu của Thế vận hội Mùa đông và Thế vận hội Mùa đông 2022 Bắc Kinh "Ngày 1 tháng 2, tham gia hát trong bản nhạc quảng bá khẩu hiệu của Thế vận hội Mùa đông và Thế vận hội Mùa đông 2022 Bắc Kinh "Cùng nhau hướng tới tương lai". Ngày 2 tháng 2, tham gia chương trình "Tết trăm hoa", cùng với Cận Đông, Ngô Kinh và những người khác kể câu chuyện "Gửi trăm hoa". Ngày 6 tháng 3, bộ phim truyền hình ngắn trinh thám "Lạp Tội Đồ Giám" mà cô đặc biệt diễn  phát sóng trên iQIYI và Tencent Video. Ngày 20 tháng 8, tham dự lễ bế mạc Liên hoan phim quốc tế Bắc Kinh lần thứ 12. Ngày 5 tháng 9, bộ phim truyền hình đề tài phụ nữ đô thị "Tên của họ" do cô đóng chính được phát sóng trên Youku, trong phim cô thủ vai nữ doanh nhân thành đạt Lôi Hạt. Cùng năm, cô đóng vai chính trong bộ phim truyền hình đô thị hiện đại "Thành phố thanh xuân". Ngày 11 tháng 11, bộ phim điện ảnh "Cuộc chiến chống tội phạm" được công chiếu.
Ngày 16 tháng 1 năm 2023, bộ phim điện ảnh "Súng cũ" do chính thức quan tuyên, trong phim cô thủ vai Tiểu Kim. Ngày 21 tháng 1, tham gia chương trình "Liên hoan Gala Tết Nguyên Đán 2023 của Đài Truyền hình Trung ương", ngoài việc hợp tác với Thành Long, Vũ Đại Tịnh và những người khác để hát bài hát mở màn "Người làm vườn hoa" ra, cô còn biểu diễn ca khúc "Sẽ ổn ngay thôi". Ngày 24 tháng 3, bộ phim điện ảnh "Không ngừng không nghỉ" do cô tham gia được công chiếu. Ngày 12 tháng 4, bộ phim truyền hình "Thành phố thanh xuân" do cô tham gia phát sóng trên Tencent Video. Tháng 4, tham gia bộ phim truyền hình "Thời gian đúng lúc". Ngày 10 tháng 5, bộ phim truyền hình "Chó sói chạy nhanh" do cô đặc biệt diễn chính lần đầu tiên ra mắt và phát hành áp phích khái niệm. Ngày 17 tháng 7, bộ phim truyền hình đề tài trưởng thành và cổ vũ phụ nữ "Hãy là ánh sáng của chính mình" do cô tham cùng với Lưu Đào và Sài Bích Vân được phát sóng, trong phim cô thủ vai Bạch Dương, một người làm việc cuồng nhiệt vì lý tưởng không muốn thỏa hiệp với lợi ích. Ngày 2 tháng 8, Tần Hải Lộ sẽ tham gia "Lạp Tội Đồ Giám 2". Ngày 25 tháng 10, chương trình thực tế du lịch và tham quan, "Hoa tỷ đệ 5" do cô tham gia được phát sóng. Ngày 24 tháng 11, bộ phim điện ảnh "Tặng quân hàm năm 1955" do cô tham gia được công chiếu, trong phim cô thủ vai Lý Trinh - nữ tướng đầu tiên của Quân Giải phóng nhân dân Trung Quốc. Cùng ngày, bộ phim điện ảnh truyền hình tiểu sử  "Ta vốn là ngọn núi cao" do cô tham gia được công chiếu tại thị trường Trung Quốc đại lục. Ngày 25 tháng 12, bộ phim điện ảnh "Văn nghệ trong kháng chiến" do cô tham gia được ra rạp.
Ngày 15 tháng 1 năm 2024, bộ phim truyền hình thời dân quốc "Phong hoa vãng sự" được phát sóng, trong phim cô thủ vai Nguyên Ngọc. Ngày 25 tháng 1, bộ phim truyền hình "Cẩu thặng chạy mau" với sự tham gia đặc biệt diễn xuất của Tần Hải Lộ đã được phát sóng.

## Đời tư
Vào lúc 3 giờ ngày 10 tháng 7 năm 2014, Tần Hải Lộ đã đăng một bức ảnh cưới và giấy chứng nhận kết hôn trên Weibo, xác nhận rằng cô đã kết hôn với bạn trai Vương Tân Quân. Bức ảnh cho thấy ngày đăng kí kết hôn là ngày 23 tháng 1 năm 2014, 6 tháng trước khi chính thức công bố với công chúng .

## Hoạt động xã hội
Năm 2005, Tần Hải lộ tham gia dự án "Hầm nước mẹ" giúp xây dựng các bể nước ở các vùng thiếu nước ở vùng Tây Bắc Trung Quốc.
Năm 2007, cô tham gia chương trình "Kế hoạch tình yêu với  trời xanh" do Cục Hàng không Dân dụng Trung Quốc và Quỹ Phát triển Phụ nữ Trung Quốc phối hợp phát động. Tháng 9, tham gia hoạt động từ thiện "Hãy để thế giới nhìn thấy vẻ đẹp này" để giúp đỡ nhiều bệnh nhân bị đục thủy tinh thể phục hồi thị lực, quay phim "Sự bay lên của thiên thần ánh sáng". Cùng tháng, tham gia hoạt động từ thiện "Sức mạnh của chữ viết" do Quỹ Nhi đồng Liên Hợp Quốc UNICEF và một thương hiệu phối hợp tổ chức để xóa mù chữ. Tháng 11, tham gia ghi hình ca khúc chủ đề "Tôi có một giấc mơ" của chương trình từ thiện chủ đề truyền hình lớn "Thành công trong giấc mơ" của đài truyền hình Thâm Quyến. Cùng tháng, thiết kế cốc nến cho trẻ em gái thất học thuộc Chương trình Nụ  của Quỹ Nhi đồng Liên Hợp Quốc UNICEF. Tham gia sự kiện từ thiện Yanran vào tháng 12.
Tháng 4 năm 2008, Tần Hải Lộ cùng với nhà chiếu phim khiếm thị Trần Vân Lâm tham gia quay chương trình từ thiện "Ước mơ thành hiện thực" của đài truyền hình Thâm Quyến. Tháng 5, quyên góp cho các nạn nhân của trận động đất Tứ Xuyên 2008 và tuyên bố: "Đoàn kết một lòng, chống chọi với thiên tai, đồng lòng, lúc này đây, chúng ta đều là người Tứ Xuyên", "Mỗi người đều cố gắng hết sức giúp đỡ các vùng bị thiên tai thoát khỏi nguy hiểm sớm nhất và xây dựng lại nhà cửa tốt đẹp hơn", "Thiên tai có vùng, tình cảm không có biên giới, người Trung Quốc, tấm lòng Trung Hoa". Cô cũng tham gia buổi biểu diễn từ thiện "Vì danh nghĩa cuộc sống" do đài truyền hình Thành Đô, Tứ Xuyên tổ chức và cùng đoàn làm phim "Ma trận: Cuộc truy đuổi ở Thượng Hải" đến Tứ Xuyên quyên góp. Tháng 8, tham gia đêm từ thiện của Harper's Bazaar. Tháng 9, tham gia hoạt động "Áo tắm ngàn người" để thúc đẩy thể dục thể thao cho mọi người. Tháng 9, tham gia hoạt động "Dải ruy băng hồng" để thúc đẩy phong trào phòng chống ung thư vú. Tháng 10, tham gia buổi đấu giá từ thiện "Ước mơ của trẻ em Audi" nhằm cung cấp hỗ trợ liên tục cho trẻ em ngoại thành Trung Quốc trong giáo dục kỹ năng sinh tồn và hướng dẫn.
Tháng 3 năm 2009, Tần Hải lộ tham gia buổi đấu giá từ thiện của CLB Sư tử Thành phố Quảng Châu để cứu trợ bệnh nhân bại não. Tháng 10, tham gia hoạt động "Quần áo vòng đời" bảo vệ môi trường, giảm thiểu khí thải carbon do các tổ chức như dự án giáo dục môi trường Jane Goodall - Gốc và Mầm (Bắc Kinh) của tổ chức bảo vệ môi trường nổi tiếng thế giới, thương hiệu thể thao hàng đầu Trung Quốc Lý Ninh và tập đoàn doanh nghiệp nổi tiếng quốc tế Teijin cùng phát động.
Năm 2010, tháng 4, được bổ nhiệm làm Đại sứ thiện chí của gian hàng "Ánh sáng cuộc sống" tại Triển lãm Thế giới Thượng Hải; tham gia hoạt động từ thiện của tạp chí thời trang Bazaar; tháng 6, cùng các em nhỏ vùng thiên tai động đất Tứ Xuyên tham gia buổi ra mắt phim "The Karate Kid". Tháng 8, đến Khu bảo tồn gấu trúc Bích Phong Xa, Tứ Xuyên để nhận nuôi gấu trúc và đặt tên là "Cổn Cổn". Tháng 8, tham gia khởi động Quỹ từ thiện "Tầm nhìn đầu tiên Trung Quốc". Quỹ này sẽ được sử dụng để cứu trợ bệnh nhân đục thủy tinh thể. Tháng 10, tham gia chương trình "Đoàn xe đẹp" của trang web Phượng Hoàng đến Quý Châu để thăm hỏi trẻ em mồ côi.
Năm 2011, tháng 1, tham gia bữa tiệc từ thiện "Hi vọng bắt đầu từ hành động" do Quỹ Phát triển Thanh thiếu niên Trung Quốc và tạp chí "Đạo nhân chí men'suno" đồng tổ chức và được trao giải "Tiên phong tình nguyện". Tháng 7, Tần Hải Lục vào phòng thu hóa thân thành "chú báo nhỏ" để chụp áp phích bảo vệ môi trường cho Quỹ Động vật và Thiên nhiên. Ngày 9 tháng 12, Tần Hải , Đại sứ thiện chí của Hiệp hội Người khuyết tật Trung Quốc, đã đảm nhận vai trò người cầm đuốc đầu tiên của Đại hội Thể thao Người khuyết tật châu Á tại Quảng Châu.

## Sự nghiệp

### Phim điện ảnh
| Năm  | Tựa tiếng Việt                                          | Tựa tiếng Trung  | Vai diễn | Chú thích |
| ---- | ------------------------------------------------------- | ---------------- | -------- | --------- |
| 2000 | Sầu riêng bồng bềnh                                     | 榴莲飘飘         |          |           |
| 2002 | Tình yêu vĩnh cửu                                       | 停不了的爱       |          |           |
| 2002 | Lông gà bay lên trời                                    | 像鸡毛一样飞     |          |           |
| 2004 | Đông chí                                                | 冬至             |          |           |
| 2004 | Bản tình ca giữa rừng súng                              | 枪林恋曲         |          |           |
| 2004 | Đuổi theo ngày 15 tháng 8                               | 追击8月15        |          |           |
| 2005 | Nghẹt thở                                               | 窒息             |          |           |
| 2005 | Sa mạc Taklamakan                                       | 塔克拉玛干       |          |           |
| 2006 | Aspirin                                                 | 阿司匹林         |          |           |
| 2006 | Hổ ẩn dật                                               | 卧虎             |          |           |
| 2006 | Phụ tử                                                  | 父子             |          |           |
| 2007 | Đường một chiều                                         | 单行线           |          |           |
| 2007 | Nộ phóng                                                | 怒放             |          |           |
| 2007 | Tiếng gọi tình yêu dịch chuyển                          | 爱情呼叫转移     |          |           |
| 2007 | Sự nghiệp giáo viên của tôi                             | 我的教师生涯     |          |           |
| 2008 | Tôi tên là Lưu Vượt Tiến                                | 我叫刘跃进       |          |           |
| 2009 | Thu Hỷ                                                  | 秋喜             |          |           |
| 2010 | 36 kế tình yêu                                          | 爱情36计         |          |           |
| 2011 | Dương cầm thép                                          | 钢的琴           |          |           |
| 2011 | 600 dặm đến Phụ Dương                                   | 到阜阳六百里     |          |           |
| 2012 | Thật hay thách                                          | 真心话大冒险     |          |           |
| 2012 | Đào tỷ                                                  | 桃姐             |          |           |
| 2013 | 101 lần cầu hôn                                         | 101次求婚        |          |           |
| 2013 | Hoa hồng Giáng sinh                                     | 圣诞玫瑰         |          |           |
| 2013 | Nhóm thanh niên                                         | 青春派           |          |           |
| 2014 | Kinh Thành nhà số 81                                    | 京城81号         |          |           |
| 2014 | Thái Bình Luân                                          | 太平轮（上）     |          |           |
| 2015 | Kẻ đột nhập                                             | 闯入者           |          |           |
| 2015 | Thái Bình Luân 2                                        | 太平轮·彼岸      |          |           |
| 2015 | Tam thành ký                                            | 三城记           |          |           |
| 2016 | Nữ hoàng mua sắm                                        | 购物女王         |          |           |
| 2016 | Trốn tìm                                                | 捉迷藏           |          |           |
| 2019 | Lễ phong quân hàm cho các tướng lĩnh khai quốc năm 1955 | 开国将帅授勋1955 |          |           |
| 2020 | Vân thủy                                                | 云水             |          |           |
| 2021 | Phía trên vách đá                                       | 悬崖之上         |          |           |
| 2021 | Câu chuyện tình yêu của một cô gái hâm mộ               | 迷妹罗曼史       |          |           |
| 2021 | Mùa hè tình cờ                                          | 不期而遇的夏天   |          |           |
| 2022 | Chiến dịch trấn áp tội phạm                             | 扫黑行动         |          |           |
| 2023 | Súng cũ                                                 | 老枪             |          |           |
| 2023 | Không ngừng không nghỉ                                  | 不止不休         |          |           |
| 2023 | Huân chương khai quốc tướng quân 1955                   | 开国将帅授衔1955 |          |           |

### Phim truyền hình
| Năm  | Tựa tiếng Việt                                | Tựa tiếng Trung                  | Vai diễn | Chú thích |
| ---- | --------------------------------------------- | -------------------------------- | -------- | --------- |
| 2001 | Công dân phi thường                           | 非常公民                         |          |           |
| 2003 | Truyền thuyết Ly Cơ                           | 骊姬传奇                         |          |           |
| 2003 | Hãy biết nói lời yêu                          | 谁都会说我爱你                   |          |           |
| 2005 | Đồng tử nở hoa                                | 桐籽花开                         |          |           |
| 2005 | Câu hỏi bí mật                                | 偷心之问                         |          |           |
| 2006 | Quyết định của người phụ nữ                   | 女人的选择                       |          |           |
| 2006 | Tình yêu sâu đậm                              | 爱有多深                         |          |           |
| 2006 | Nếu mặt trăng có đôi mắt                      | 如果月亮有眼睛                   |          |           |
| 2007 | Cảm ơn em đã yêu anh, cảm ơn anh đã yêu em    | 谢谢你曾经爱过我谢谢你曾经爱过我 |          |           |
| 2007 | Thành Đô, đêm nay xin hãy quên tôi            | 成都，今夜请将我遗忘             |          |           |
| 2007 | Ai biết đến trái tim mẹ hiền của thế gian     | 谁怜天下慈母心                   |          |           |
| 2008 | Đại bàng tấn công Moscow                      | 鹰击莫斯科                       |          |           |
| 2008 | Nữ nhân hoa                                   | 女人花                           |          |           |
| 2008 | Rất muốn về nhà                               | 好想回家                         |          |           |
| 2008 | Đông phương sóc                               | 东方朔                           |          |           |
| 2009 | Tối mật Thượng Hải                            | 谍影重重之上海                   |          |           |
| 2009 | Còi chim bồ câu                               | 鸽子哨                           |          |           |
| 2010 | Trên sông Tùng Hoa                            | 松花江上                         |          |           |
| 2010 | Cuộc tình vàng trong bão tố                   | 金婚风雨情                       |          |           |
| 2010 | Cảnh sát gặp binh lính                        | 警察遇到兵                       |          |           |
| 2011 | Rồng cuộn hổ nằm trên núi cao                 | 盘龙卧虎高山顶                   |          |           |
| 2011 | Bí sử Võ Tắc Thiên                            | 武则天秘史                       |          |           |
| 2011 | Bí mật kinh thành                             | 金陵秘事                         |          |           |
| 2011 | Thêm một lần nữa                              | 再过把瘾                         |          |           |
| 2012 | Thiên hạ vô tặc                               | 天下无贼                         |          |           |
| 2012 | Đội quân độc lập                              | 独立纵队                         |          |           |
| 2012 | Tri túc thường lạc                            | 知足常乐                         |          |           |
| 2012 | Cầu lửa                                       | 火流星                           |          |           |
| 2012 | Chuyện tình cô gái bán ô                      | 伞娘传奇                         |          |           |
| 2012 | Sứ mệnh vinh quang                            | 光荣使命                         |          |           |
| 2013 | Tấm lòng gia đình                             | 全家福                           |          |           |
| 2013 | Thiên sứ giáng trần tối nay                   | 今夜天使降临                     |          |           |
| 2013 | Nếu cuộc đời lừa dối bạn                      | 假如生活欺骗了你                 |          |           |
| 2014 | Thần lá chắn                                  | 盾神                             |          |           |
| 2014 | Hạnh phúc sẽ được phát sóng sau               | 幸福稍后再播                     |          |           |
| 2014 | Cao lương đỏ                                  | 红高粱                           |          |           |
| 2015 | Mẹ tiến lên                                   | 妈妈向前冲                       |          |           |
| 2016 | Phụ nữ không mạnh mẽ thì trời không dung      | 女不强大天不容                   |          |           |
| 2016 | Mẹ tiến về phía trước, tiến về phía trước     | 妈妈向前冲冲冲                   |          |           |
| 2017 | Bạch lộc nguyên                               | 白鹿原                           |          |           |
| 2017 | Tiến về phía hạnh phúc                        | 向幸福前进                       |          |           |
| 2018 | Nam phương hữu kiều mộc                       | 南方有乔木                       |          |           |
| 2018 | Thủ tướng nhân dân Chu Ân Lai                 | 人民总理周恩来                   |          |           |
| 2018 | Lầu ngoại lầu                                 | 楼外楼                           |          |           |
| 2018 | Em đã đến trễ nhiều năm                       | 你迟到的许多年                   |          |           |
| 2019 | Hoa người như mơ                              | 女人花似梦                       |          |           |
| 2019 | Quán rượu cũ                                  | 老酒馆                           |          |           |
| 2019 | Sông núi                                      | 河山                             |          |           |
| 2020 | Người yêu, bạn ở đâu                          | 亲爱的，你在哪里                 |          |           |
| 2020 | Cuộc gặp gỡ đầu tiên, cuộc chia tay cuối cùng | 最初的相遇，最后的别离           |          |           |
| 2020 | Trang đài                                     | 装台                             |          |           |
| 2021 | Gia đình Tiểu Mẫn                             | 小敏家                           |          |           |
| 2022 | Bắt đầu từ đây                                | 从这里开始                       |          |           |
| 2022 | Lệnh sấm sét                                  | 雷霆令                           |          |           |
| 2022 | Trực thăng vận                                | 空中突击                         |          |           |
| 2022 | Lạp Tội Đồ Giám                               | 猎罪图鉴                         |          |           |
| 2022 | Tên của họ                                    | 她们的名字                       |          |           |
| 2023 | Chó sói chạy nhanh                            | 狗剩快跑                         |          |           |
| 2023 | Thành phố thanh xuân                          | 青春之城                         |          |           |
| 2023 | Hãy là ánh sáng của chính mình                | 做自己的光                       |          |           |
| 2024 | Phong hoa vãng sự                             | 风华往事                         |          |           |
| 2024 | Cẩu thặng chạy mau                            | 狗剩快跑                         |          |           |

### Kịch nói
| Năm  | Tựa tiếng Việt                | Tựa tiếng Trung |
| ---- | ----------------------------- | --------------- |
| 2000 | Linh hồn từ chối              | 灵魂拒葬        |
| 2000 | Rệp                           | 臭虫            |
| 2008 | Hoa hồng đỏ và Hoa hồng trắng | 红玫瑰与白玫瑰  |
| 2010 | Tứ đại đồng đường             | 四世同堂        |
| 2013 | Thanh Xà                      | 青蛇            |

Khác
- Lương Chúc (梁祝)
- Hôn lễ của Figaro 费加罗的婚礼

### Tham gia tiểu phẩm
| Năm  | Tựa tiếng Việt      | Tựa tiếng Trung | Diễn viên chính                             |
| ---- | ------------------- | --------------- | ------------------------------------------- |
| 2013 | Bạn đang gặp chuyện | 你摊上事儿了    | Vương Thiến Hoa, Tôn Đào, Phương Thanh Bình |
| 2018 | Đề nghị             | 提意见          | Tần Hải Lộ, Tôn Đào, Vương Hồng Khôn        |

### Đạo diễn
| Năm  | Tựa tiếng Việt        | Tựa tiếng Trung | Diễn viên chính                      | Thể loại |
| ---- | --------------------- | --------------- | ------------------------------------ | -------- |
| 2019 | Gió thổi về quê hương | 拂乡心          | Thường Phong, Cát Lôi, Lôi Khắc Sinh | Điện ảnh |

### Album Âm nhạc
| Năm phát hành | Tựa tiếng Việt   | Tựa tiếng Trung |
| ------------- | ---------------- | --------------- |
| 23-05-2005    | Hạnh phúc trở về | 幸福回味        |
| 05-12-2007    | Đường một chiều  | 单行线          |

### Đĩa đơn
| Năm  | Tựa tiếng Việt    | Tựa tiếng Trung | Tóm tắt                                                   |
| ---- | ----------------- | --------------- | --------------------------------------------------------- |
| 2005 | Tình mới, tình cũ | 新欢旧爱        | Cover                                                     |
| 2006 | Đừng sợ           | 别怕            | Đoạn kết phim "Ai biết đến trái tim mẹ hiền của thế gian" |
| 2007 | Cùng nhau bay     | 牵手飞          | OST phim "Nữ nhân hoa"                                    |
| 2008 | Bên một bờ sông   | 在水一方        | Đại hội Anh hùng 2008                                     |
| 2008 | Đời đời kiếp kiếp | 天荒地老        | Đoạn kết phim "Tối mật Thượng Hải"                        |
| 2009 | Cát khóc          | 哭砂            | Đoạn kết phim "Thêm một lần nữa"                          |

### Chương trình truyền hình
| Phát sóng  | Tựa tiếng Việt                                                    | Tựa tiếng Trung      | Chú thích |
| ---------- | ----------------------------------------------------------------- | -------------------- | --- |
| 25-07-2014 | Super Mr.                                                         | 超级先生             | Ban giám khảo |
| 14-06-2015 | Cuộc sống tuyệt vời                                               | 精彩好生活           | |
| 22-08-2015 | 12 đạo phong vị mùa 2                                             | 十二道锋味第二季     | Khách mời |
| 28-05-2016 | Khóa giới ca vương mùa 1                                          | 跨界歌王 第一季      | |
| 28-06-2016 | Đầu bếp ngôi sao mùa 3                                            | 星厨驾到第三季       | |
| 30-11-2017 | Xin chào! Cuộc sống gia đình                                      | 你好！生活家         | Cuộc sống thường ngày với khuê mật Lưu Đào                                                                                         |
| 27-08-2018 | Thành phố âm nhạc ảo                                              | 幻乐之城             | |
| 26-07-2019 | Nhà hàng Trung Hoa mùa 3                                          | 中餐厅第三季         | Trong chương trình, Tần Hải Lộ giữ vai trò là đối tác tuổi trẻ, quản gia, chịu trách nhiệm quản lý toàn bộ hoạt động của nhà hàng. |
| 30-05-2020 | Sáng tạo doanh 2020                                               | 创造营2020           | Nhà sáng lập đặc biệt |
| 27-06-2020 | Khóa giới ca vương mùa 5                                          | 跨界歌王第五季       | |
| 2021       | Chuyến du lịch lãng mạn của vợ mùa 5                              | 妻子的浪漫旅行第五季 | Khách mời cố định |
| 04-11-2021 | Người có duyên với Lạc Dương                                      | 登场了！洛阳         | Tần Hải Lộ đưa bạn đến thăm Cố cung Lạc Dương thời Hán – Ngụy                                                                      |
| 31-12-2021 | Lễ hội giao thừa thế giới BRTV 2022 chào đón thế vận hội Mùa đông | 北京卫视2022跨年晚会 | |
| 29-04-2022 | Vương bài đối vương bài mùa 7                                     | 王牌对王牌第七季     | Khách mời tập 8 |
| 25-10-2023 | Hoa tỷ đệ mùa 5                                                   | 花儿与少年·丝路季    | |
| 09-12-2023 | Xin chào thứ bảy                                                  | 你好，星期六         | Khách mời |

## Giải thưởng và đề cử
| Năm  | Giải thưởng                                                             | Hạng mục                                                                      | Được đề cử                    | Kết quả.  |
| ---- | ----------------------------------------------------------------------- | ----------------------------------------------------------------------------- | ----------------------------- | --------- |
| 2000 | Giải thưởng Hiệp hội phê bình phim Hồng Kông lần thứ 7                  | Nữ diễn viên xuất sắc nhất                                                    | Sầu riêng bồng bềnh           | Đoạt giải |
| 2000 | Liên hoan phim Venice lần thứ 57                                        | Nữ diễn viên xuất sắc nhất                                                    | Sầu riêng bồng bềnh           | Đề cử     |
| 2000 | Liên hoan phim châu Á-Thái Bình Dương lần thứ 45                        | Nữ diễn viên chính xuất sắc nhất                                              | Sầu riêng bồng bềnh           | Đề cử     |
| 2001 | Giải Kim Mã lần thứ 38                                                  | Diễn viên mới xuất sắc nhất                                                   | Sầu riêng bồng bềnh           | Đoạt giải |
| 2001 | Giải Kim Mã lần thứ 38                                                  | Nữ diễn viên chính xuất sắc nhất                                              | Sầu riêng bồng bềnh           | Đoạt giải |
| 2001 | Giải Kim Tử Kinh Hồng Kông lần thứ 6                                    | Nữ diễn viên chính xuất sắc nhất                                              | Sầu riêng bồng bềnh           | Đoạt giải |
| 2001 | Giải Kim Tượng lần thứ 20                                               | Nữ diễn viên chính xuất sắc nhất                                              | Sầu riêng bồng bềnh           | Đề cử     |
| 2001 | Giải Kim Tượng lần thứ 20                                               | Diễn viên mới xuất sắc nhất                                                   | Sầu riêng bồng bềnh           | Đoạt giải |
| 2001 | Liên hoan phim châu Á-Thái Bình Dương lần thứ 46                        | Nữ diễn viên xuất sắc nhất                                                    | Lông gà bay lên trời          | Đề cử     |
| 2002 | Liên hoan phim quốc tế Lucano, Thụy Sĩ lần thứ 55                       | Nữ diễn viên xuất sắc nhất                                                    | Lông gà bay lên trời          | Đề cử     |
| 2002 | Liên hoan phim quốc tế Lucano, Thụy Sĩ lần thứ 55                       | Giải khuyến khích đặc biệt                                                    | Lông gà bay lên trời          | Đoạt giải |
| 2005 | Giải thưởng Truyền thông Điện ảnh Trung Quốc lần thứ 5                  | Nữ diễn viên phụ xuất sắc nhất                                                | Bản tình ca giữa rừng súng    | Đề cử     |
| 2006 | Giải Kim Tử Kinh Hồng Kông lần thứ 13                                   | Nữ diễn viên chính xuất sắc nhất                                              | Phụ tử                        | Đề cử     |
| 2010 | Tinh quang đại thưởng                                                   | Nữ diễn viên Đại lục xuất sắc nhất                                            |                               | Đoạt giải |
| 2010 | Triển lãm tác phẩm sân khấu của các Đoàn nghệ thuật Quốc gia            | Giải thưởng biểu diễn xuất sắc nhất                                           | Hoa hồng đỏ và Hoa hồng trắng | Đoạt giải |
| 2010 | Liên hoan phim Trung Quốc New York lần thứ 2                            | Nữ diễn viên châu Á xuất sắc                                                  | Dương cầm thép                | Đoạt giải |
| 2011 | Liên hoan phim sinh viên Đại học Bắc Kinh lần thứ 18                    | Nữ diễn viên chính xuất sắc nhất                                              | Đề cử                         |           |
| 2011 | Liên hoan phim sinh viên Đại học Bắc Kinh lần thứ 18                    | Nữ diễn viên chính xuất sắc nhất                                              | Sáu trăm dặm tới Phụ Dương    | Đề cử     |
| 2011 | Giải Kim Mã lần thứ 48                                                  | Kịch bản gốc xuất sắc nhất                                                    | Sáu trăm dặm tới Phụ Dương    | Đoạt giải |
| 2011 | Giải Kim Mã lần thứ 48                                                  | Nữ diễn viên chính xuất sắc nhất                                              | Dương cầm thép                | Đề cử     |
| 2011 | Giải Hoa Biểu lần thứ 14                                                | Nữ diễn viên chính xuất sắc nhất                                              | Dương cầm thép                | Đề cử     |
| 2011 | Giải Kim Kê lần thứ 28                                                  | Nữ diễn viên chính xuất sắc nhất                                              | Dương cầm thép                | Đề cử     |
| 2011 | Liên hoan phim quốc tế Thượng Hải lần thứ 14                            | Nữ diễn viên chính xuất sắc nhất                                              | Dương cầm thép                | Đoạt giải |
| 2011 | Lễ tổng kết phim thanh niên thường niên lần thứ 3                       | Nữ diễn viên của năm                                                          | Dương cầm thép                | Đoạt giải |
| 2011 | Đông Phương Thời Thượng                                                 | 50 người đẹp nhất Trung Quốc                                                  |                               | Đoạt giải |
| 2011 | Giải thưởng Phim truyền hình One lần thứ 2                              | Nữ diễn viên xuất sắc nhất của năm                                            | Tứ đại đồng đường             | Đoạt giải |
| 2012 | Phim truyền hình Trung Quốc lần thứ 14 Giải Sư tử vàng                  | Nữ diễn viên chính xuất sắc                                                   | Tứ đại đồng đường             | Đoạt giải |
| 2012 | Giải Kim Tượng lần thứ 31                                               | Nữ diễn viên phụ xuất sắc nhất                                                | Đào tỷ                        | Đề cử     |
| 2012 | Giải thưởng Hiệp hội Đạo diễn Trung Quốc lần thứ 3                      | Nữ diễn viên của năm                                                          | Dương cầm thép                | Đề cử     |
| 2012 | Đêm hội iQiyi 2011                                                      | Nữ diễn viên điện ảnh xuất sắc nhất                                           | Dương cầm thép                | Đoạt giải |
| 2012 | Lễ trao giải Cẩm nang điện ảnh trẻ Trung Quốc 2011                      | Nữ diễn viên chính sắc nhất                                                   | Dương cầm thép                | Đoạt giải |
| 2012 | Giải thưởng Truyền thông Điện ảnh Trung Quốc lần thứ 12                 | Nữ diễn viên chính sắc nhất                                                   | Dương cầm thép                | Đề cử     |
| 2012 | Giải thưởng Truyền thông Điện ảnh Trung Quốc lần thứ 12                 | Nữ diễn viên chính sắc nhất                                                   | Sáu trăm dặm tới Phụ Dương    | Đề cử     |
| 2012 | Giải thưởng Truyền thông Điện ảnh Trung Quốc lần thứ 12                 | Kịch bản xuất sắc nhất                                                        | Sáu trăm dặm tới Phụ Dương    | Đề cử     |
| 2013 | Liên hoan phim quốc tế Thượng Hải lần thứ 16                            | Nữ diễn viên chính xuất sắc nhất                                              | Nhóm thanh niên               | Đề cử     |
| 2013 | Giải Kim Phượng lần thứ 14                                              | Giải thưởng diễn xuất                                                         | Nhóm thanh niên               | Đoạt giải |
| 2014 | Liên hoan phim Trường Xuân Trung Quốc lần thứ 12                        | Nữ diễn viên xuất sắc nhất                                                    | Nhóm thanh niên               | Đề cử     |
| 2014 | Giải thưởng Hiệp hội Đạo diễn Trung Quốc lần thứ 5                      | Nữ diễn viên của năm                                                          | Nhóm thanh niên               | Đề cử     |
| 2014 | Giải thưởng Truyền thông Điện ảnh Trung Quốc lần thứ 14                 | Nữ diễn viên phụ xuất sắc nhất                                                | Nhóm thanh niên               | Đề cử     |
| 2014 | Giải Bạch Ngọc Lan lần thứ 20 của Liên hoan phim Truyền hình Thượng Hải | Nữ diễn viên chính xuất sắc nhất                                              | Nếu cuộc đời lừa dối bạn      | Đề cử     |
| 2014 | Giải Quốc Kịch Thịnh Điển lần thứ 5                                     | Nữ diễn viên phụ xuất sắc của năm                                             | Cao Lương Đỏ                  | Đề cử     |
| 2015 | Giải Bạch Ngọc Lan lần thứ 21 của Liên hoan phim Truyền hình Thượng Hải | Nữ diễn viên phụ xuất sắc nhất                                                | Cao Lương Đỏ                  | Đoạt giải |
| 2015 | Giải Hoa Đỉnh lần thứ 17                                                | Nữ diễn viên phụ xuất sắc nhất trong 100 phim truyền hình hàng đầu Trung Quốc | Cao Lương Đỏ                  | Đề cử     |
| 2016 | Lễ trao giải Truyền hình Cầu vồng Châu Á lần thứ 3                      | Nữ diễn viên phụ xuất sắc nhất                                                | Cao Lương Đỏ                  | Đoạt giải |
| 2016 | Giải Kim Tượng lần thứ 35                                               | Nữ diễn viên phụ xuất sắc nhất                                                | Tam thành ký                  | Đề cử     |
| 2018 | Giải Phi Thiên lần thứ 31                                               | Nữ diễn viên xuất sắc nhất                                                    | Bạch Lộc Nguyên               | Đề cử     |
| 2018 | Giải Quốc kịch Thịnh điển lần thứ 8                                     | Ngôi sao diễn xuất chính kịch xuất sắc của năm                                | Bạch Lộc Nguyên               | Đoạt giải |
| 2018 | Giải Bạch Ngọc Lan lần thứ 24 của Liên hoan phim Truyền hình Thượng Hải | Nữ diễn viên chính xuất sắc nhất                                              | Bạch Lộc Nguyên               | Đề cử     |
| 2019 | Lễ trao giải Truyền hình Cầu vồng Châu Á lần thứ 4                      | Nữ diễn viên chính xuất sắc nhất                                              | Bạch Lộc Nguyên               | Đoạt giải |
| 2019 | Giải Hoa Đỉnh lần thứ 26                                                | Top 100 nữ anh hùng phim truyền hình                                          | Quán rượu cũ                  | Đề cử     |
| 2019 | Giải Hoa Đỉnh lần thứ 26                                                | Nữ diễn viên chính xuất sắc nhất                                              | Quán rượu cũ                  | Đề cử     |
| 2019 | Giải Hoa Đỉnh lần thứ 26                                                | Nữ diễn viên được yêu thích nhất                                              | Quán rượu cũ                  | Đề cử     |
| 2019 | Liên hoan phim và truyền hình trực tuyến Jinguduo lần thứ 4             | Nữ diễn viên chính xuất sắc nhất                                              | Quán rượu cũ                  | Đề cử     |
| 2020 | Giải Bạch Ngọc Lan lần thứ 26 của Liên hoan phim Truyền hình Thượng Hải | Nữ diễn viên chính xuất sắc nhất                                              | Quán rượu cũ                  | Đề cử     |
| 2020 | Giải Phi Thiên lần thứ 32                                               | Nữ diễn viên xuất sắc nhất                                                    | Quán rượu cũ                  | Đoạt giải |
| 2020 | Liên hoan phim quốc tế Thượng Hải lần thứ 22                            | Chiếc cốc vàng                                                                | Gió thổi về quê hương         | Đề cử     |
| 2021 | Giải thưởng Điện ảnh Thiểm Tây lần thứ 2                                | Đạo diễn đầu tay xuất sắc nhất                                                | Gió thổi về quê hương         | Đề cử     |
| 2021 | Giải Bạch Ngọc Lan lần thứ 27 của Liên hoan phim Truyền hình Thượng Hải | Nữ diễn viên phụ xuất sắc nhất                                                | Trang Đài                     | Đề cử     |
| 2021 | Giải thưởng Điện ảnh châu Á lần thứ 15                                  | Nữ diễn viên phụ xuất sắc nhất                                                | Phía trên vách đá             | Đề cử     |
| 2021 | Lễ Vinh Danh Quang Ảnh Trung Quốc lần thứ 2                             | Nữ diễn viên điện ảnh của năm Tiêu điểm truyền thông                          | Phía trên vách đá             | Đoạt giải |
| 2021 | Lễ truyền thông màn hình tích hợp lần thứ 2                             | Diễn viên màn ảnh có sức ảnh hưởng                                            | Phía trên vách đá             | Đoạt giải |
| 2022 | Giải Hoa Đỉnh lần thứ 35                                                | Nữ diễn viên phụ xuất sắc nhất trong 100 phim truyền hình Trung Quốc hay nhất | Gia đình Tiểu Mẫn             | Đề cử     |

Khác
- Năm 2007：Giải thưởng Phim kỷ niệm 10 năm Đặc khu hành chính Hồng Kông: Nữ diễn viên chính xuất sắc nhất "Sầu riêng bồng bềnh" (được đề cử)
- Năm 2010：Giải thưởng Truyền thông Điện ảnh Trung Quốc lần thứ 10: "Nữ diễn viên tài năng nhất"
- Năm 2011：

- Giải thưởng tiên phong tình nguyện của Quỹ phát triển Thanh niên Trung Quốc 

- Nghệ sĩ mới xuất sắc của BXH mới của Trung Quốc
- Năm 2013: Chiến sĩ tiên tiến về đạo đức nghề nghiệp của Trung Quốc do Tổng Liên đoàn Lao động Trung Quốc và Văn phòng Bộ Văn hóa, Thể thao và Du lịch Trung Quốc trao tặng
- Năm 2017：

- Lễ trao giải Nữ diễn viên Trung Quốc lần thứ 4 "Nữ diễn viên chính xuất sắc nhất (Sapphire)" 
 - Mười diễn viên truyền hình xuất sắc

## Vai trò giám khảo
Năm 2006, tháng 4, đảm nhiệm vai trò giám khảo của Giải Kim Tượng lần thứ 25 tại Hồng Kông.
Tháng 6 năm 2008, đảm nhiệm vai trò giám khảo của Giải thưởng Châu Á dành cho Nghệ sĩ mới.
Năm 2007, tháng 10, được mời làm giám khảo của Liên hoan phim Quốc tế Á-Âu lần thứ 3, hội đồng giám khảo gồm nữ diễn viên Trung Quốc Tần Hải Lộ và sáu nhà làm phim đến từ các quốc gia khác nhau đã tuyên bố ba giải thưởng quan trọng nhất của LHP năm nay. Phim "Nhạc hội đến thăm" hợp tác giữa Israel và Pháp đã giành giải Phim hay nhất, phim "Bí mật của hạt giống" giành giải Đạo diễn xuất sắc nhất. Hội đồng giám khảo cũng đặc biệt trao giải Đặc biệt của Hội đồng giám khảo cho bộ phim kinh phí thấp "You, the living", ba chiếc cúp được trao bởi chủ tịch hội đồng giám khảo, đạo diễn người Iran Jafar Panahi, giám khảo Trung Quốc Tần Hải Lộ và giám khảo địa phương Thổ Nhĩ Kỳ Lale Mansur. Giám khảo Liên hoan phim Quốc tế Vàng Cam Thổ Nhĩ Kỳ lần thứ 44.
Tháng 6 năm 2008, đảm nhiệm vai trò giám khảo của Giải thưởng Châu Á dành cho Nghệ sĩ mới tại Liên hoan phim quốc tế Thượng Hải lần thứ 11.
Tháng 6 năm 2016, đảm nhiệm vai trò giám khảo của Giải Bạch Ngọc Lan lần thứ 22 tại Liên hoan phim truyền hình Thượng Hải.
Tháng 11 năm 2017, đảm nhiệm vai trò giám khảo của Giải Kim Mã lần thứ 54.
Tháng 5 năm 2018, Tần Hải Lộ được mời đảm nhiệm vai trò giám khảo của Giải thưởng Gấu Vàng lần thứ 21 tại Liên hoan phim Quốc tế Thượng Hải.
Tháng 12 năm 2019, Tần Hải Lộ được mời đảm nhiệm vai trò giám khảo của Liên hoan phim Quốc tế Cairo lần thứ 41.
Tháng 7 năm 2022, Tần Hải Lộ được mời làm thành viên ban giám khảo của Giải thưởng Thiên Đàn tại Liên hoan phim Quốc tế Bắc Kinh lần thứ 12.

## Đại sứ hình ảnh
Ngày 13 tháng 2 năm 2005, tham gia "Lễ hội mừng xuân của những người làm phim năm 2005". Ngày 23 tháng 12 năm 2015, với tư cách là khách mời, đã tham dự Lễ trao Giải Phi Thiên lần thứ 30 của Trung Quốc.